# فرانك زوبلي
فرانك زوبلي (Frank Suplie, 1956 – 2002) هو صحفي ألماني.
بعد إتمامه الثانوية في إلمسهورن، درس الإنجليزية والرياضة، واعتنق المبادئ الاشتراكية منضما إلى الاتحاد الإقليمي للحزب الاشتراكي الديمقراطي، وكان له متحدثا إعلاميا.
وبعد عمله في العديد من وسائل الإعلام ومنها هامبورغر أبندبلات وكذلك بينيبرغر تسايتونغ وكذلك هامبورغر روندشاو، تولى زوبلي في عام 1994 إدارة التحرير في الصحيفة الأولى وخلف في عام 1997 فرانتس مونتيفيرنغ في رئاسة تحرير صحيفة «إلى الأمام» Vorwärts الجريدة الرسمية للحزب الاشتراكي الديمقراطي. واستقال منها زوبلي في عام 2002 بعد خلافات مع رئيس الحزب. وعاد للعمل الصحفي الحر.

## مواقع إلكترونية
- Hamburger Abendblatt: Frank Suplie tödlich verunglückt (بالألمانية)